# Pirbright
Pirbright (Pirifrith y Pirifright siglo XIII, Purifright siglo XIV) es una localidad situada en el condado de Surrey, en Inglaterra (Reino Unido), con una población estimada, a mediados de 2019, de 976 habitantes.
Se encuentra ubicada en el centro de la región Sudeste de Inglaterra, cerca de la ciudad de Guildford —la capital del condado y de la región— y a poca distancia al sur del Canal Basingstoke y de Londres.